# Focke-Achgelis Fa 225

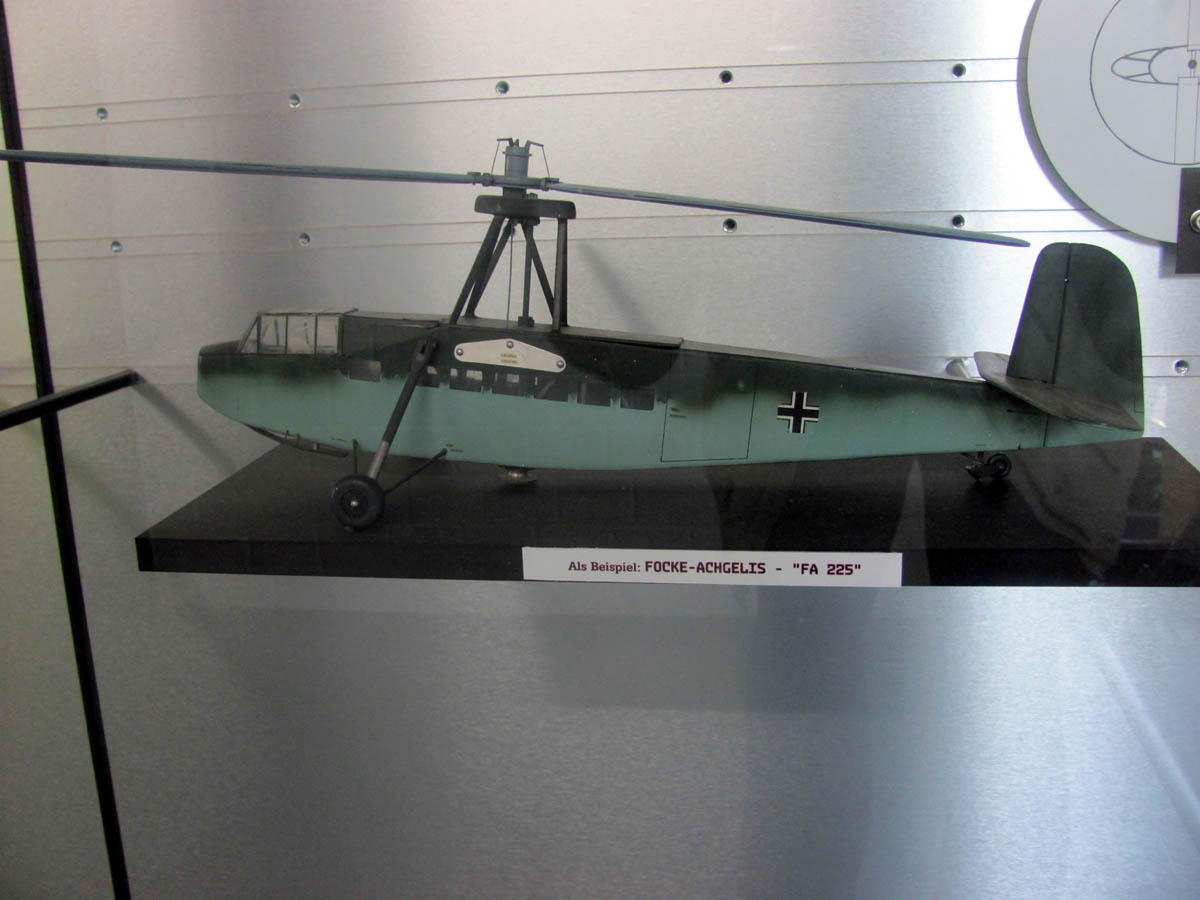
Макет Focke-Achgelis Fa 225

Focke-Achgelis Fa 225 — німецький вантажний автожир компанії Focke-Achgelis періоду Другої світової війни.

## Історія
Основою для десантних операцій повітряно-десантних військ і Люфтваффе був планер DFS 230, який вимагав доволі значної площі для приземлення. Генріх Фокке звернувся з пропозицією збудувати новий засіб десантування до міністерства авіації, яке видало відповідне замовлення на 1 прототип. За 7 тижнів було спроектовано новий десантний засіб. Було використано корпус DFS 230 без крил, на який по центру маси на кронштейні встановили повітряний гвинт з гелікоптера Fa 223. До кронштейна і корпусу кріпилось шасі з великим ходом, що дозволяло амортизувати силу зіткнення із землею при посадці.
27 вересня 1941 Junkers Ju 52/3 м став буксирувальником при швидкості 190 км/год. на випробовуваннях Fa 225, чий пробіг при посадці склав 18 м. Попри задовільні результати випробування після випробовування подальші лослідження і виробництво нових екземплярів не проводили.

## Технічні параметри Focke-Achgelis Fa 225
| Параметр                           | Значення                             |
| ---------------------------------- | ------------------------------------ |
| Екіпаж                             | 1                                    |
| Довжина                            | 11,24 м                              |
| Розмах крил                        | м                                    |
| Діаметр пропелерів                 | 12 м                                 |
| Маса порожнього                    | 905 кг                               |
| Максимальна швидкість буксирування | 190 км/год                           |
| Максимальна допустима швидкість    | 290 км/год                           |
| Максимальна вага                   | 2000 кг                              |
| Призначення                        | Повітряно-десантні війська Німеччини |